# موتور دفعی

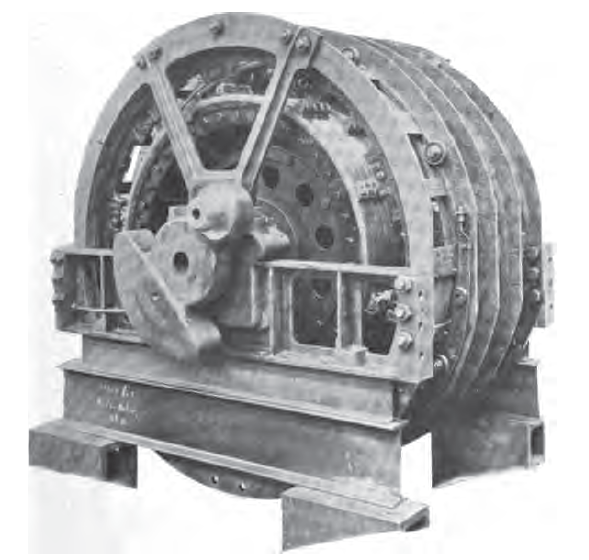
۷۰۰ اسب بخار قدرت موتور دفعی بران بووری دیری با ۱۰ قطب برای استفاده از جریان تک فاز ۱۲ کیلو ولت، ۱۶ ۲/۳ هرتز. دو مورد از این موتورها در لوکوموتیو برقی فرانسه میدی E3301 مورد استفاده قرار گرفت

موتور دفعی نوعی از موتور الکتریکی است که با جریان متناوب (AC) کار می‌کند. در گذشته به عنوان موتور کششی برای قطارهای برقی مورد استفاده قرار می‌گرفت (به عنوان مثال قطار خودگرانشی برقی اس‌آر کلاس سی‌پی و اس‌آر کلاس سی‌ال) اما توسط انواع دیگر موتورها کنار گذاشته شد. موتورهای دافعی تحت موتورهای تک فاز طبقه‌بندی می‌شوند. در موتورهای دافعی سیم‌پیچ استاتور مستقیماً به منبع تغذیه AC متصل می‌شود و روتور به کموتاتور و جاروبک متصل می‌شود، مشابه موتور جریان مستقیم (DC).

## کاربردها
کاربردهای موتور دفعی شامل:
- آسانسورهای پر سرعت
- لوکوموتیوهای برقی
- فن و پمپ
- چاپخانه
- ماشین آلات نساجی
- ماشین‌های فیلم جمع‌کن (سرعت صاف دستی و تنظیم جهت حرکت بدون مدار پیچیده حاصل می‌شود)